# Lysovice
Lysovice (původně se psaly Lissowitz) jsou obec Jihomoravského kraje ležící v jižní části okresu Vyškov. Nacházejí se 11 km jižně od města Vyškov u silnice z Rostěnic do Kučerova v nadmořské výšce 270 m n. m. Obec s 300 obyvateli je půdorysně tzv. návesní silnicovka, kterou protéká Lysovický potůček ústící do Rostěnického potoka. Nad jih od obce ční kopec Větrník (394 m n. m.).
Obec Lysovice byla až do druhé světové války součástí německého ostrůvku v okrese Vyškov. Po válce byli Němci z Lysovic vystěhováni a obec byla nově osídlena českými rodinami. Je zde historická památková zóna s domy se žudry a filiální kostel Nejsvětějšího Srdce Páně. Dnešní obec je součástí mikroregionu Větrník, v obci je několik podnikatelských subjektů zaměřených převážně na obchod, stavebnictví a zemědělství.

## Historie

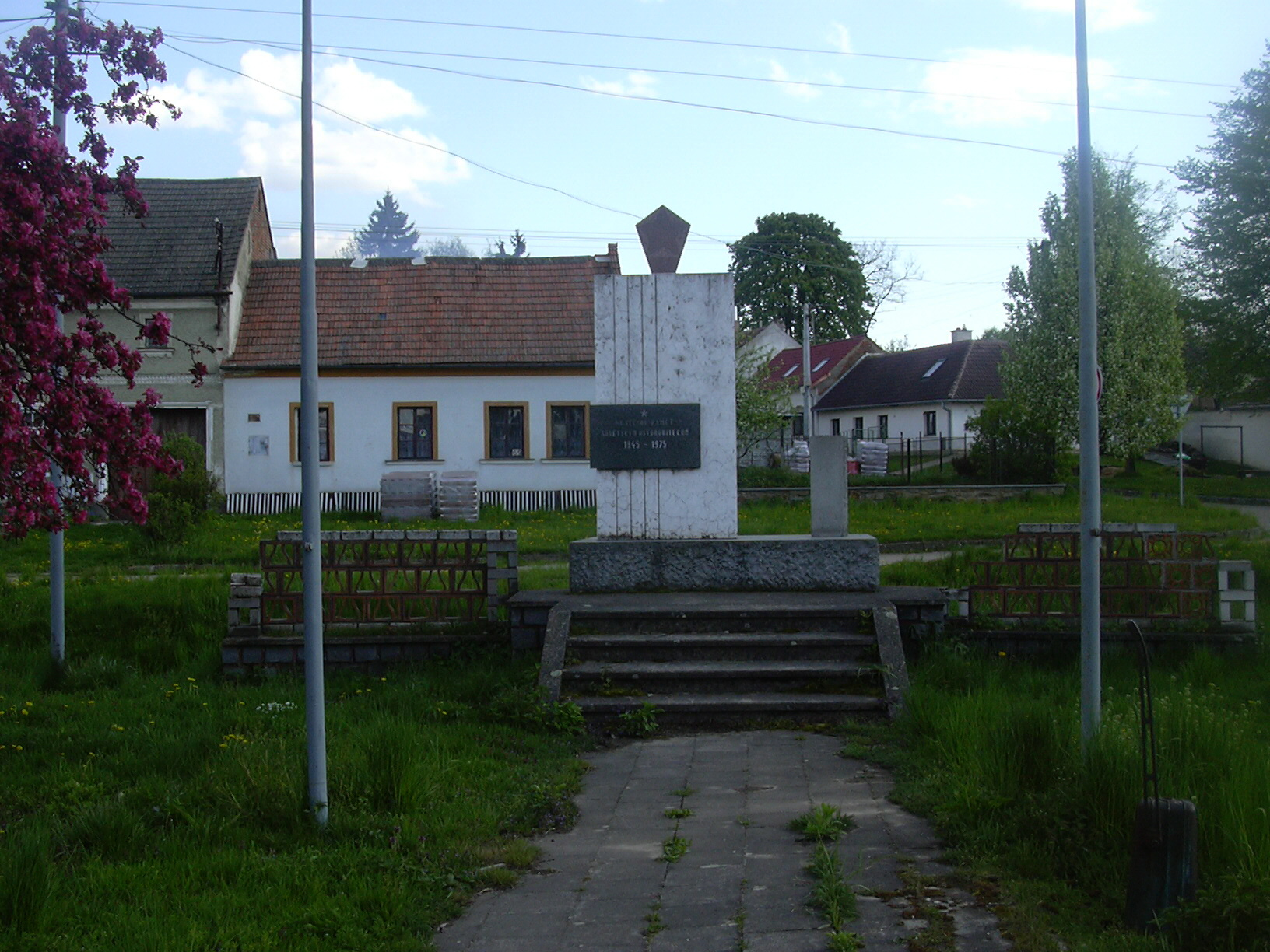
Památník Sovětské armády

První písemná zmínka o Lysovicích pochází z roku 1465, kdy je obec uvedena v souvislosti s placením poplatků olomouckému biskupství pod názvem Lissowicz. Další dochovaná zmínka je záznam o vlastnictví Lysovic dominikánkami od svaté Kateřiny v Olomouci, které obec drželi v roce 1519. Podle tehdejších příjmení obyvatel lze soudit, že převážná část osadníků byli Němci, zřejmě potomci německých kolonistů, které na Vyškovsko uvedli na konci 13. století páni z Obřan (samotné Lysovice byl až do roku 1945 součástí německého jazykového ostrůvku na Vyškovsku). Dominikánskému klášteru obec náležela až do roku 1685, kdy se stal jejím novým majitelem Dominik Ondřej hrabě z Kounic. Ten upravil lysovickým roboty a připojil obec k slavkovskému panství.
V roce 1718 bylo v obci zaznamenáno 43 usedlostí s převážně německým obyvatelstvem. Lysovičtí Němci se živili hlavně zemědělstvím a navíc si přivydělávali povoznictvím do Polska. Pozemkové knihy se dochovaly od roku 1807. Roku 1822 bylo v Lysovicích 54 usedlostí. První německá škola v obci vznikla v roce 1846. Nová německá škola byla původně jednotřídní, v roce 1918 navýšila svou kapacitu díky přeložení německé měšťanské školy.
Z původních německých spolků lze zmínit zejména spolek hasičů z roku 1880, dále pak chovatelský z roku 1911, pěvecký a malozemědělský spolek z roku 1924. V obci též působila německá organizace Bund der Deutschen.
Ve volbách v období první republiky v obci dominovaly německé strany: v roce 1929 vyhrála volby Německá křesťansko sociální strana lidová, v roce 1935 pak Sudetoněmecká strana. Při osvobozování 20. dubna 1945 byly Lysovice zasaženy sovětskými bombardéry, které prováděly nálety na německé pozice na Vyškovsku. Po druhé světové válce byli Němci z Lysovic vystěhováni (a rovněž zanikl celý vyškovský jazykový ostrůvek) a obec osídlily české rodiny. Ve volbách po roce 1946 zvítězila před komunisty a sociálními demokraty Československá strana lidová. Záhy v již čistě české obci byla otevřena česká základní škola, později i škola mateřská.
Od 1. ledna 1986 do 23. listopadu 1990 byla obec součástí města Vyškov.

## Obyvatelstvo

### Struktura
V obci k počátku roku 2016 žilo celkem 279 obyvatel. Z nich bylo 146 mužů a 133 žen. Průměrný věk obyvatel obce dosahoval 40,6 let. Dle Sčítání lidu, domů a bytů, provedeného v roce 2011, žilo v obci 270 lidí. Nejvíce z nich bylo (17,8 %) obyvatel ve věku od 0 do 14 let. Děti do 14 let věku tvořily 17,8 % obyvatel a senioři nad 70 let úhrnem 5,9 %. Z celkem 222 občanů obce starších 15 let mělo vzdělání 45,9 % střední vč. vyučení (bez maturity). Počet vysokoškoláků dosahoval 6,8 % a bez vzdělání bylo naopak 0,5 % obyvatel. Z cenzu dále vyplývá, že ve městě žilo 127 ekonomicky aktivních občanů. Celkem 89 % z nich se řadilo mezi zaměstnané, z nichž 66,1 % patřilo mezi zaměstnance, 3,1 % k zaměstnavatelům a zbytek pracoval na vlastní účet. Oproti tomu celých 51,1 % občanů nebylo ekonomicky aktivní (to jsou například nepracující důchodci či žáci, studenti nebo učni) a zbytek svou ekonomickou aktivitu uvést nechtěl. Úhrnem 98 obyvatel obce (což je 36,3 %), se hlásilo k české národnosti. Dále 86 obyvatel bylo Moravanů a 4 Slováků. Celých 80 obyvatel obce však svou národnost neuvedlo.
Vývoj počtu obyvatel za celou obec i za jeho jednotlivé části uvádí tabulka níže, ve které se zobrazuje i příslušnost jednotlivých částí k obci či následné odtržení.
| Místní části   | Místní části  | 1791 | 1834 | 1869 | 1880 | 1890 | 1900 | 1910 | 1921 | 1930 | 1950 | 1961 | 1970 | 1980 | 1991 | 2001 | 2011 |
| -------------- | ------------- | ---- | ---- | ---- | ---- | ---- | ---- | ---- | ---- | ---- | ---- | ---- | ---- | ---- | ---- | ---- | ---- |
| Počet obyvatel | část Lysovice | 322  | 381  | 398  | 397  | 424  | 420  | 433  | 438  | 477  | 423  | 413  | 336  | 283  | 223  | 237  | 270  |
| Počet domů     | část Lysovice | 49   | 58   | 73   | 81   | 84   | 88   | 91   | 96   | 111  | 113  | 99   | 88   | 83   | 102  | 103  | 105  |

### Náboženský život
Obec je sídlem římskokatolické farnosti Kučerov. Ta je součástí slavkovského děkanství - Brněnské diecéze v Moravské provincii. Farním kostelem je kostel svatého Petra a Pavla. Místním knězem je administrátor excurrendo, Kučerov – R. D. Jan Hanák.
Při censu prováděném v roce 2011 se 80 obyvatel obce (30%) označilo za věřící. Z tohoto počtu se 56 hlásilo k církvi či náboženské obci, a sice 54 obyvatel k římskokatolické církvi (20 % ze všech obyvatel obce) a 1 k Církvi československé husitské. Úhrnem 61 obyvatel se označilo bez náboženské víry a 129 lidí odmítlo na otázku své náboženské víry odpovědět.

## Obecní správa a politika
Obec je součástí Jihomoravského kraje a svou polohou náleží k okresu Vyškov. V místních volbách je voleno 7 členů obecního zastupitelstva, kteří poté ze svých řad vybírají pětičlennou obecní radu, která je ze své činnosti odpovědná celému obecnímu zastupitelstvu. Ti pak dále volí ze svého středu starostu a místostarostu. Při volbách do obecního zastupitelstva na funkční období 2006–2010 ve dnech 20. a 21. října 2006 byla v Lysovicích volební účast 72,77 % s následujícími výsledky (obecní radu později vytvořili zástupci Nezávislých kandidátů):
| Volby 2006          | Počet hlasů | Počet mandátů |
| ------------------- | ----------- | ------------- |
| Nezávislí kandidáti | 994         | 7             |

Ve volebním období 2010–2014 a poté opět v roce 2014 byl zvolen starostou Zdeněk Gryc.

## Školství a kultura
Škola (německá jednotřídka) byla založena v roce 1846. V roce 1918 sem byla přeložena z Vyškova německá měšťanka. Česká obecná škola byla otevřena v roce 1945 a mateřská škola v roce 1946. Dnes v Lysovicích škola není, žáci navštěvují ZŠ v Rostěnicích. V obci je filiální kostel Nejsvětějšího Srdce Páně. Obec je tak přifařena do Kučerova. Kostel se nachází v severovýchodní části obce, za objektem je situován hřbitov.

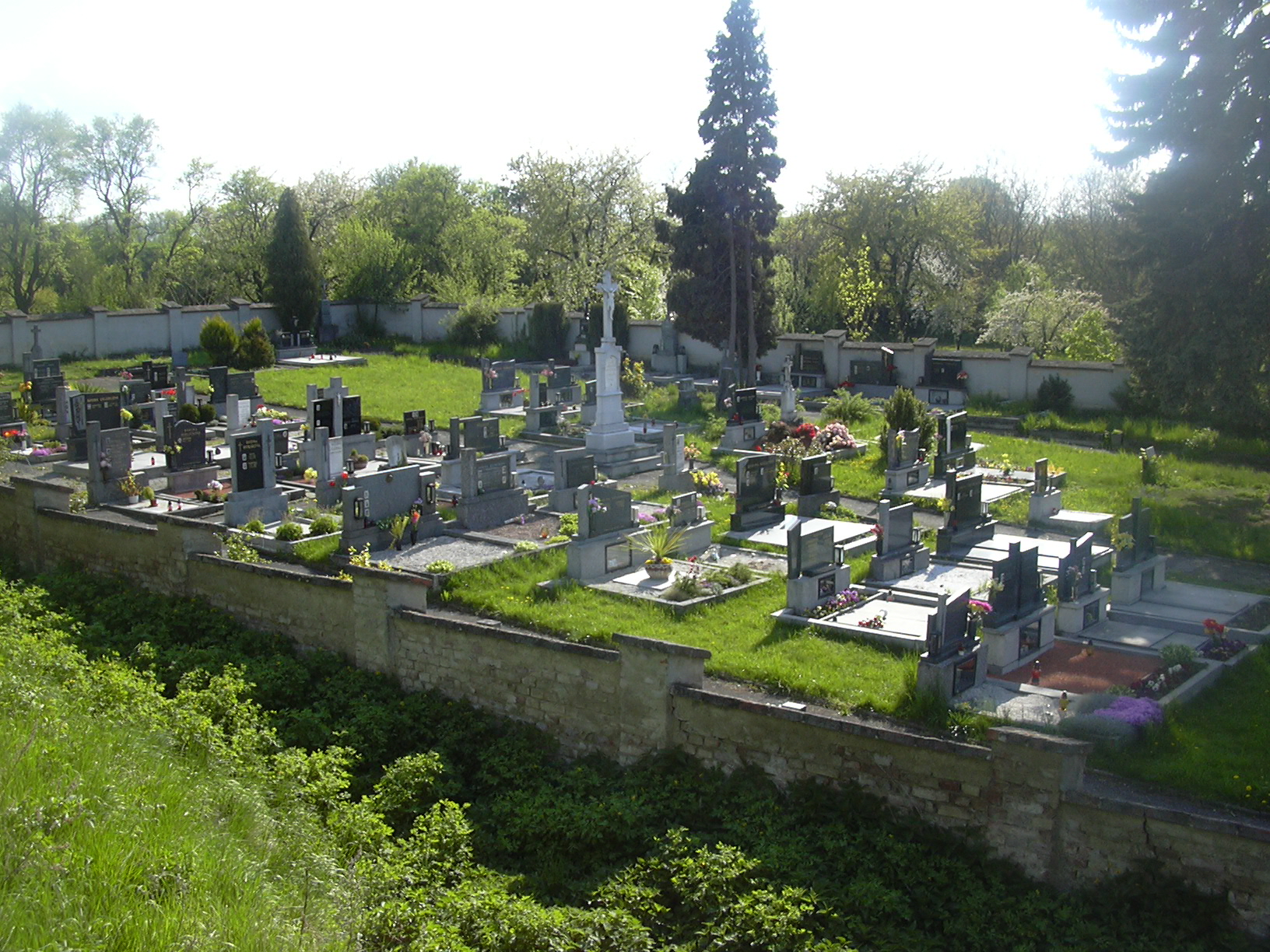
Lysovický hřbitov

Pro konání kulturních akcí je možné využívat sál s kapacitou 120 míst, který se nachází v budově Kulturního domu. Knihovna v obci je v budově Obecního domu v Lysovicích.
V obci je sportovní areál, který provozuje Tělovýchovná Jednota Lysovice. Tento areál stojí v severovýchodní části obce. Dále pak je v obci jedno oplocené hřiště pro volejbal a košíkovou. Na návsi též stojí tělocvična a nové hřiště pro děti.

## Doprava, průmysl a zemědělství
V obci se nachází areál bývalého zemědělského střediska, jenž v dnešní době zemědělským účelům již neslouží a je využíván jen ke skladování. Tento areál je v pásmu hygienické ochrany vyhlášené v roce 1989 pro zemědělské družstvo Rozvoj Rostěnice – středisko Lysovice. Mezi tímto areálem a obcí jsou umístěny nefunkční betonové silážní věže postavené před druhou světovou válkou, které nejsou využívány a chátrají, v roce 2020 je stát nabízel k prodeji.
Dopravní obslužnost je zajištěna silnicí 3. třídy III/4316 Rostěnice–Zvonovice–Lysovice. Ta se v Rostěnicích připojuje na stykovou křižovatku tvaru „T“ se silnicí III/4314. Silnice III/4314 křižuje II/430 Brno–Holubice–Rousínov úrovňovou křižovatkou. V obci je vybudována jedna autobusová zastávka, jenž zároveň slouží jako turistické odpočívadlo. Autobusovou dopravu zajišťuje jeden linkový spoj z Vyškova do Lysovic. Tento spoj je součástí Integrovaného dopravního systému Jihomoravského kraje.
Na katastrálním území Lysovic se nenalézají žádné areály průmyslové nebo stavební výroby. Nacházejí se zde jen provozovny drobné výroby jako je autoservis nebo sídlo firmy pro zemní a stavební práce.

## Pamětihodnosti

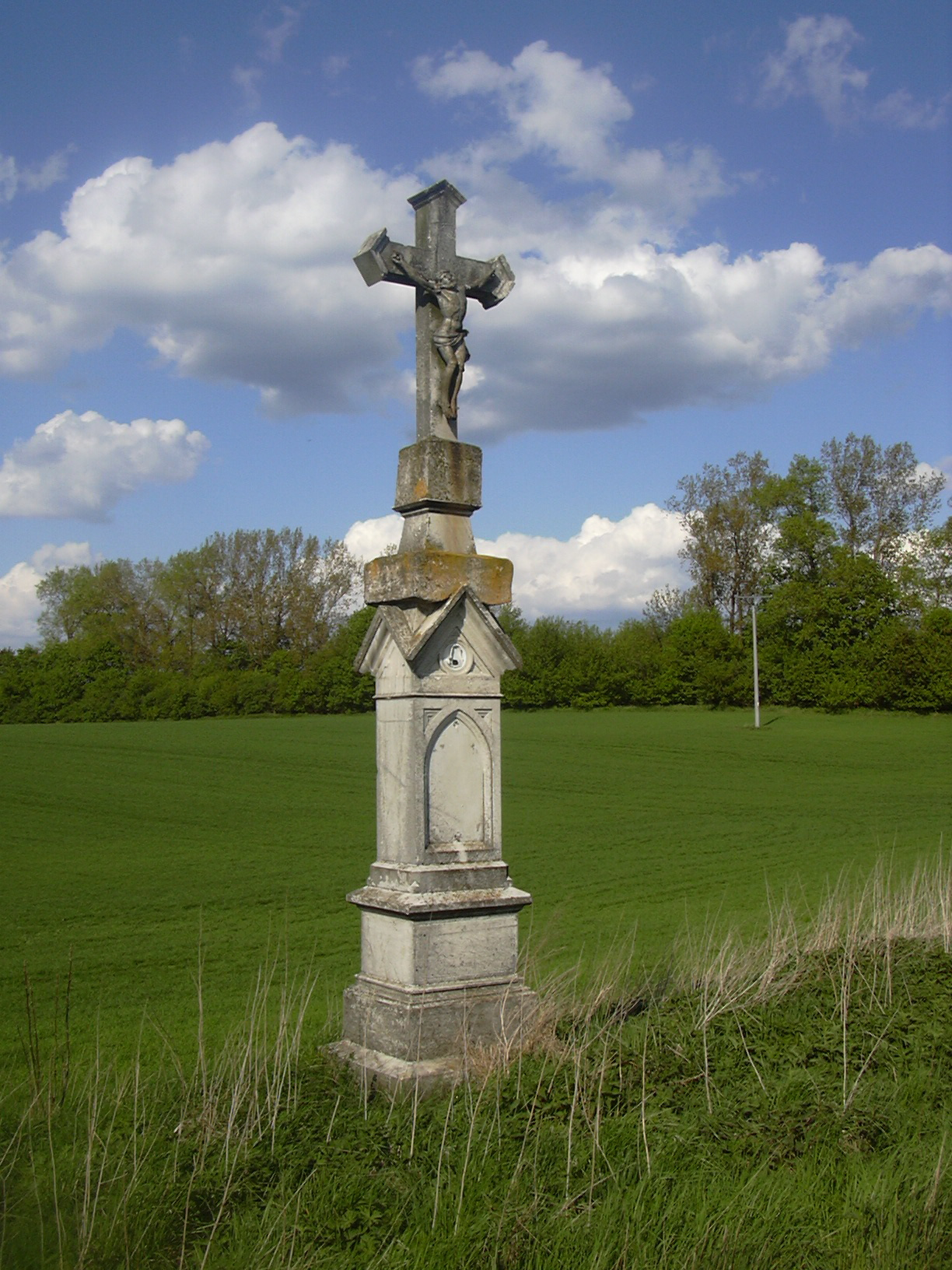
Kříž při polní cestě na Kučerov

- Filiální kostel Nejsvětějšího Srdce Páně se začal stavět v roce 1923 a byl vysvěcen 2. srpna 1924
- Socha svatého Jana Nepomuckého na návsi je barokní kamenná socha z roku 1732
- Barokní boží muka z poloviny 18. století
- Domy se žudry (Historická vesnická památková zóna) čísla popisná 15-17, 21, 23, 26, 33, 39, 40, 45, 72 a 76
- Kamenný kříž u kostela
- Kamenný kříž při cestě do Kučerova
- Památník Sovětské armády na návsi odhalený 6. června 1975

## Region

### Rekreace a cestovní ruch
Obec Lysovice není kvůli zemědělskému charakteru s velkými plochami polí příliš turisticky atraktivním místem. Krátkodobým cílem v obci jsou zejména památkově hodnotné prostory a církevní objekty. Přes obec prochází červená turistická značka ze Skalice nad Svitavou až do Starého Města u Uherského Hradiště. V úseku z Vyškova do Bučovic není tato turistická cesta vzhledem k bezlesnému úseku příliš využívaná. Její označník stojí uprostřed návsi poblíž nově zbudovaného turistického odpočívadla.

### Mikroregion Větrník
Svazek obcí mikroregionu Větrník byl zaregistrován 20. listopadu 2000 a tvoří jej celkem 8 obcí: Rostěnice-Zvonovice, Bohdalice-Pavlovice, Dražovice, Kučerov, Lysovice, Hlubočany a Tučapy. Předmětem činnosti tohoto svazku obcí je vzájemná rozvojová pomoc při řešení samosprávných, kulturních, environmentálních i hospodářských problémů a získávání finančních prostředků na podporu cestovního ruchu a projektů v regionu apod. Sídlem svazku obcí byl ustanoven Obecní úřad v Rostěnicích-Zvonovicích. Nejvyšším orgánem svazku obcí je valná hromada, poté správní rada, dozorčí rada a jednatel.